# 2016-os berlini terrortámadás
A 2016-os berlini támadás közép-európai idő szerint 2016. december 19-én 20 óra 2 perckor bekövetkezett terrortámadás volt Berlinben. Az elkövető egy elrabolt kamionnal nagy sebességgel behajtott a német főváros egyik karácsonyi vásárának helyszínére, a vásárosok, az árusok és a vásárlók közé, 12 fő halálát és több tucatnyi ember sérülését okozva. Az elkövetőt alig 24 órával a támadást követően azonosították a hatóságok, de az illetőnek sikerült megszöknie Németországból. A támadás feltételezett végrehajtóját a terrorakciót követő ötödik nap hajnalán olasz rendőrök lőtték le Milánó egyik elővárosában , miután az egy rutin jellegű igazoltatás során tüzet nyitott rájuk.

## Az esemény
Egy lengyel rendszámú (GDA 08 J5) kamion a berlini Budapester Straße irányából behajtott a német főváros egyik, a Breitscheidplatzon tartott karácsonyi vásárába, ezzel 11 embert megölt további 49-et megsebesített. A fekete színű Scania R 450 típusú kamion eredeti, lengyel sofőrjét a vezetőfülkében holtan találták, a férfival vélhetően a támadó végzett. Eszerint a lengyel kamionsofőrt az elkövető – a nyomozás eddigi adatai szerint Anis Amri – pisztolylövéssel és több kézszúrással megölte, majd a kamionnal a városi körülményekhez mérten nagy sebességgel behajtott a karácsonyi vásár járókelői és árusai közé. Az elkövető ezt követően elfutott a helyszínről a Tiergarten park irányába, és bár több szemtanú is üldözni próbálta, sikerült eltűnnie a szemük elől.
A nyomozás első hetében több olyan találgatás is felröppent, melyek szerint a történések időrendje némileg másként alakulhatott, mert egyes jelek arra utaltak, hogy a lengyel sofőr még élhetett, amikor a kamion behajtott a vásár területére, sőt abban is része lehetett, hogy a sérültek száma nem lett magasabb, mert dulakodott az elkövetővel és elrántotta a kormányt. December 28-án azonban már több lap is arról számolt be, a boncolást végző orvosokra hivatkozva, hogy Lukasz Urban, ha még életben is volt a támadáskor, már képtelen lett volna küzdeni a merénylővel. Megállapításaik szerint a kamionos halálát pisztolylövés okozta, de késszúrások is voltak a testén – ez utalt arra, hogy ellenállhatott támadójának; részben ebből, illetve a kamion egy hirtelen irányváltásából vonták le többen a feltételezést, hogy talán a merénylet alatt is küzdhetett a terroristával. Az orvosszakértők szerint azonban már délután fél öt és fél hat között fejbe lőtték, és annyi vért vesztett, hogy este 8 órakor már nem lehetett magánál a járművet így nem ő, hanem a fedélzeti számítógép automatikus baleset-megelőző rendszere állíthatta meg.
Az Iszlám Állam már a merényletet követő napokban magára vállalta a támadást.

## Halálos áldozatok és sérültek
A terrortámadás 12 halálos áldozata közül tizenegyen voltak a vásárban tartózkodó árusok vagy vásárlók; utóbbiak közül heten voltak németek, egy-egy fő pedig cseh, izraeli, olasz és ukrán állampolgár volt.
A tizenkettedik áldozat a kamion eredeti, lengyel állampolgárságú sofőrje, Łukasz Urban volt, akit a vezetőfülkében gyilkolt meg a támadás végrehajtója. Urban minden valószínűség szerint szembeszállt és keményen küzdött támadójával, aki végül késsel és pisztollyal végzett vele. A nyomozók kezdetben azt is feltételezték, hogy Urban még élhetett, amikor a kamion behajtott a vásár területére, és próbálhatta félrerántani a kormányt. Erre látszott utalni az is, hogy a kamion a tér „bódévárosába” behajtva néhány tíz méternyi egyenes haladás után, látszólag minden különösebb ok nélkül balra kanyarodott, majd megállt, holott ha továbbhalad egyenesen, a sérültek és áldozatok száma lényegesen magasabbra is emelkedhetett volna. Ez utóbbi verziót azonban a nyomozás második hetében a boncolást végző orvosszakértők cáfolták, megállapításaik szerint a lengyel a támadás kezdetekor már nem lehetett magánál.
A sérültek között biztosan volt amerikai, brit, finn, francia, libanoni és spanyol állampolgár is, egy könnyebb sérült pedig magyar volt.

## A nyomozás és a gyanúsítottak

### Az első gyanúsított
Az esetet követően először egy, a rendőrségi közleményekben Naved B. néven emlegetett, 23 éves pakisztáni menedékkérőt gyanúsítottak meg a hatóságok, akit a helyszíntől nem messze fogtak el, azon szemtanúk állításaira hivatkozva, akik azt állították, hogy látták az elkövetőt, illetve egy darabon üldözték is. Az illetőt azonban, aki következetesen tagadta, hogy köze lenne a terrorcselekményhez, ráadásul semmi vérnyom nem volt a ruházatán, miközben vezetőfülke csupa vér volt, rövid időn belül el is engedték, mert valóban nem volt semmi bizonyíték arra nézve, hogy ő vezette volna a kamiont.

### Anis Amri, a feltételezett elkövető
A nyomozók csak a merénylet másnapján találták meg a kamion vezetőfülkéjében a tényleges elkövető iratait és mobiltelefonját, ez alapján adtak ki először még aznap este zárt, nem nyilvános, majd 21-én, a merénylet harmadnapjának délutánján nyilvános, az egész schengeni övezetre vonatkozó elfogatóparancsot a tunéziai származású Anis Amri ellen. A gyanúsítottról akkor már tudták, hogy korábban, több ügyből kifolyólag is a hatóságok látókörébe került, büntetve is volt. Amri nyomravezetője számára a német hatóságok százezer eurós nyomravezetői díjat ajánlottak fel.
Amrinak a vele szemben kiadott nemzetközi körözés ellenére – eddig még nem teljesen tisztázott útvonalon – sikerült megszöknie Németországból, és mint utóbb kiderült, a következő napokban Hollandián, Belgiumon és Franciaországon keresztül Olaszországba utazott; eszerint tehát legalább négy országhatárt lépett át és minimum húsz órát utazott tömegközlekedéssel, anélkül, hogy bárkinek feltűnt volna. Útvonalát 2017. januárjának első napjaira sikerült azonosítani, eszerint a támadás után a berlini állatkertnél lévő metró- és S-Bahn megállónál járt, bele is nézett az ott található kamerába és az Iszlám Állam egyezményes jelét mutatta fel a mutatóujjával. Másfél nappal később, december 21-én délelőtt fél 12-kor a hollandiai Nijmegen vasútállomásán tűnt fel, 630 kilométerre Berlintől, újabb két órával később pedig már Amszterdamban volt. Onnan még ugyanaznap továbbutazott Brüsszelbe, tehát már a belga fővárosban tartózkodott, amikor kiadták ellene a nemzetközi körözést. Brüsszelből utazott tovább Franciaországba, majd Lyon és Chambéry érintésével az olaszországi Torinóba, ahol szintén felvette legalább egy köztéri kamera, a Porta Nuova állomásnál várakozva.
Lebukása és likvidálása így jóformán csak a véletlennek volt köszönhető: egyszerűen csak gyanúsan nézett ki, és egy teljesen szokványos igazoltatása torkollott olyan tűzpárbajba, ami a terrorista halálát okozta. December 23-án hajnalban ugyanis Milánó egyik elővárosában, Sesto San Giovanni vasútállomása közelében olasz járőrök egy rutinellenőrzés során tűzpárbajba keveredtek vele, melynek végén lelőtték.
Az olasz járőrpáros két tagja egy úgymond „érzékeny környéken” cirkálva figyelt fel az éjszaka kellős közepén hátizsákkal ücsörgő, észak-afrikai kinézetű fiatal férfira az észak-olasz település vasútállomása előtti téren, ezért igazoltatni akarták. A fiatal férfi a rendőrök kérdésére közölte, hogy nincsenek nála iratok, de nyugodt hangon beszélve, akcentusos, ám jó olasz kiejtéssel azt ismételgette, hogy calabriai, tehát dél-olasz származású. A két közrendőr nem volt elégedett a válasszal, ezért felszólították a férfit, hogy mutassa meg a csomagja tartalmát, erre az elővett egy .22-es kaliberű pisztolyt, és rálőtt az őt igazoltatni kívánó, rangidős rendőrre, Cristian Movióra, akit a vállán sebesített meg (a súlyosabb sebesülést a rendőr által viselt golyóálló mellény akadályozta meg). Erre előbb Movio, majd a fiatalabbik rendőr is viszonozta a tüzet, és bár a megsérült egyenruhás lövése célt tévesztett, társa, Luca Scatà két mellkasi lövése leterítette a támadót – Amri mintegy tíz percen belül életét vesztette.
A rendőrök akkor még nem tudták, hogy kivel álltak szemben, nem is sejthették, hogy Amri a környéken tartózkodik, hiszen az olasz hatóságok semmilyen erre utaló információt nem kaptak a német biztonsági szervek részéről. A két járőr egyike ráadásul – épp Scatà, aki agyonlőtte a támadót – mindössze kilenc hónapja szolgált a rendőrségen próbaidősként. A lelőtt férfi személyazonosságát a nap folyamán az ujjlenyomata alapján sikerült 100 százalékos biztonsággal tisztázni. A terrorista csomagjainak átvizsgálása során az is kiderült, hogy az előző éjjel vonattal érkezett Milánóba, Franciaországon át, Lyon és Chambéry, illetve Torino érintésével, majd a milánói főpályaudvarról vélhetőleg gyalogosan ment Sesto San Giovanniba. Az eset után elterjedtek olyan hírek, hogy Amri „Allah akbar”-t kiáltott a rendőröknek, az olasz hatóságok közlése szerint azonban ez nem felel meg a valóságnak, pusztán szidalmazta a járőröket. Kiderült az is, hogy az általa Milánóban, a rendőrökkel szemben használt, .22-es kaliberű pisztoly azonos azzal, amivel Berlinben a lengyel kamionost is meglőtte. Ártalmatlanítása után a helyszínelők egy holland telefonkártyát is találtak Amrinál.

## Fordítás
- Ez a szócikk részben vagy egészben  a(z)   2016 Berlin attack című angol Wikipédia-szócikk ezen változatának fordításán alapul.  Az eredeti cikk szerkesztőit annak laptörténete sorolja fel. Ez a jelzés csupán a megfogalmazás eredetét és a szerzői jogokat jelzi, nem szolgál a cikkben szereplő információk forrásmegjelöléseként.